# Rolandas Pocius
Rolandas Pocius (ur. 24 lutego 1973 r. w Możejkach) − czołowy litewski kulturysta, a także trójboista siłowy.

## Biogram
Sporty siłowe zaczął uprawiać jako osiemnastolatek. Początkowo trenował w lokalnym klubie Mažeikių Švyturys, z którym związany jest do dziś. Już w wieku dwudziestu lat podczas Mistrzostw Świata Juniorów w Kulturystyce zdobył brązowy medal.
Podczas Mistrzostw Świata w Czedżu (Korea Południowa) w 2007 roku zajął pierwsze miejsce w kategorii wagowej do 100 kg. Zaszczytu tego dostąpił jako zaledwie drugi (po Olegasie Žurasie) litewski sportowiec. Jest także zdobywcą wielu wyróżnień kulturystycznych na szczeblu krajowym i kontynentalnym.

## Warunki fizyczne
- wzrost: 178 cm
- waga w sezonie zmagań sportowych: 118−123 kg
- waga poza sezonem zmagań sportowych: 130 kg

## Osiągnięcia sportowe

### Kulturystyka
- 1993:
  - Mistrzostwa Świata Juniorów − III m-ce w kategorii wagowej powyżej 80 kg
- 1995:
  - Zawody Mr Universe − fed. NABBA, kat. wysokich zawodników − poza czołówką
- 1996:
  - Mistrzostwa Europy − fed. NABBA, kat. wysokich zawodników − VI m-ce
- 1998:
  - Amatorskie Mistrzostwa Europy − fed. IFBB, kat. ciężka − XI m-ce
  - Mistrzostwa Litwy − zwycięzca w kat. wagowej do 90 kg
- 1999:
  - Amatorskie Mistrzostwa Europy − fed. IFBB, kat. ciężka − II m-ce
  - Mistrzostwa Litwy − zwycięzca
- 2000:
  - Amatorskie Mistrzostwa Europy − fed. IFBB, kat. ciężka − III m-ce
- 2001:
  - Amatorskie Mistrzostwa Europy − fed. IFBB, kat. ciężka − I m-ce
  - Amatorskie Mistrzostwa Świata − fed. IFBB, kat. ciężka − III m-ce
- 2002:
  - Amatorskie Mistrzostwa Świata − fed. IFBB, kat. ciężka − dyskwalifikacja
  - Mistrzostwa Litwy − zwycięzca
- 2004:
  - Amatorskie Mistrzostwa Świata − fed. IFBB, kat. ciężka − II m-ce
  - Puchar Litwy − zwycięzca w kat. wagowej powyżej 85 kg
- 2005:
  - Puchar Litwy − zwycięzca w kat. wagowej powyżej 85 kg
  - Grand Prix Litwy − III m-ce
- 2006:
  - Amatorskie Mistrzostwa Świata − fed. IFBB, kat. superciężka − II m-ce
  - Mistrzostwa Litwy − zwycięzca w rankingu męskich zawodników
  - Puchar Litwy − zwycięzca
  - Zawody Euro Elite Champions Tour − zwycięzca
- 2007:
  - Amatorskie Mistrzostwa Świata − fed. IFBB, kat. superciężka − I m-ce
  - Mistrzostwa Litwy − zwycięzca w rankingu męskich zawodników
  - Puchar Litwy − zwycięzca

### Trójbój siłowy
- 1998:
  - Mistrzostwo Litwy w wyciskaniu leżąc (235 kg/125 kg)
- 1999:
  - Mistrzostwo Litwy w wyciskaniu leżąc (255 kg/125 kg)
- 2001:
  - Mistrzostwo Litwy w wyciskaniu leżąc (235 kg/125 kg)
- 2003:
  - Mistrzostwo Litwy w wyciskaniu leżąc (245 kg/125 kg)